# Cappella di Sant'Antonio a Monte Lattaia
La cappella di Sant'Antonio a Monte Lattaia è un edificio religioso situato nel comune di Roccastrada. La sua ubicazione è nell'omonima località rurale, nella parte meridionale del territorio comunale, all'interno del complesso della Fattoria di Monte Lattaia.
L'edificio religioso fu costruito verso la fine del Settecento, in sostituzione della perduta pieve di Tabiano di epoca medievale che si trovava proprio in quell'area. Il luogo di culto da allora svolse le funzioni di cappella gentilizia della vicina fattoria.
La cappella di Sant'Antonio a Monte Lattaia si presenta come un edificio a pianta rettangolare e ad aula unica, caratterizzandosi sia per elementi stilistici neoclassici che per gli elementi architettonici tipici delle cappelle rurali e gentilizie della zona. L'interno, privo di abside, si caratterizza per la presenza dell'altare maggiore addossato alla parete posteriore, con una tavola collocata nella teca delimitata lateralmente da lesene con capitello di ordine corinzio e superiormente da un timpano con volta semicircolare.